# 北京市第三中学

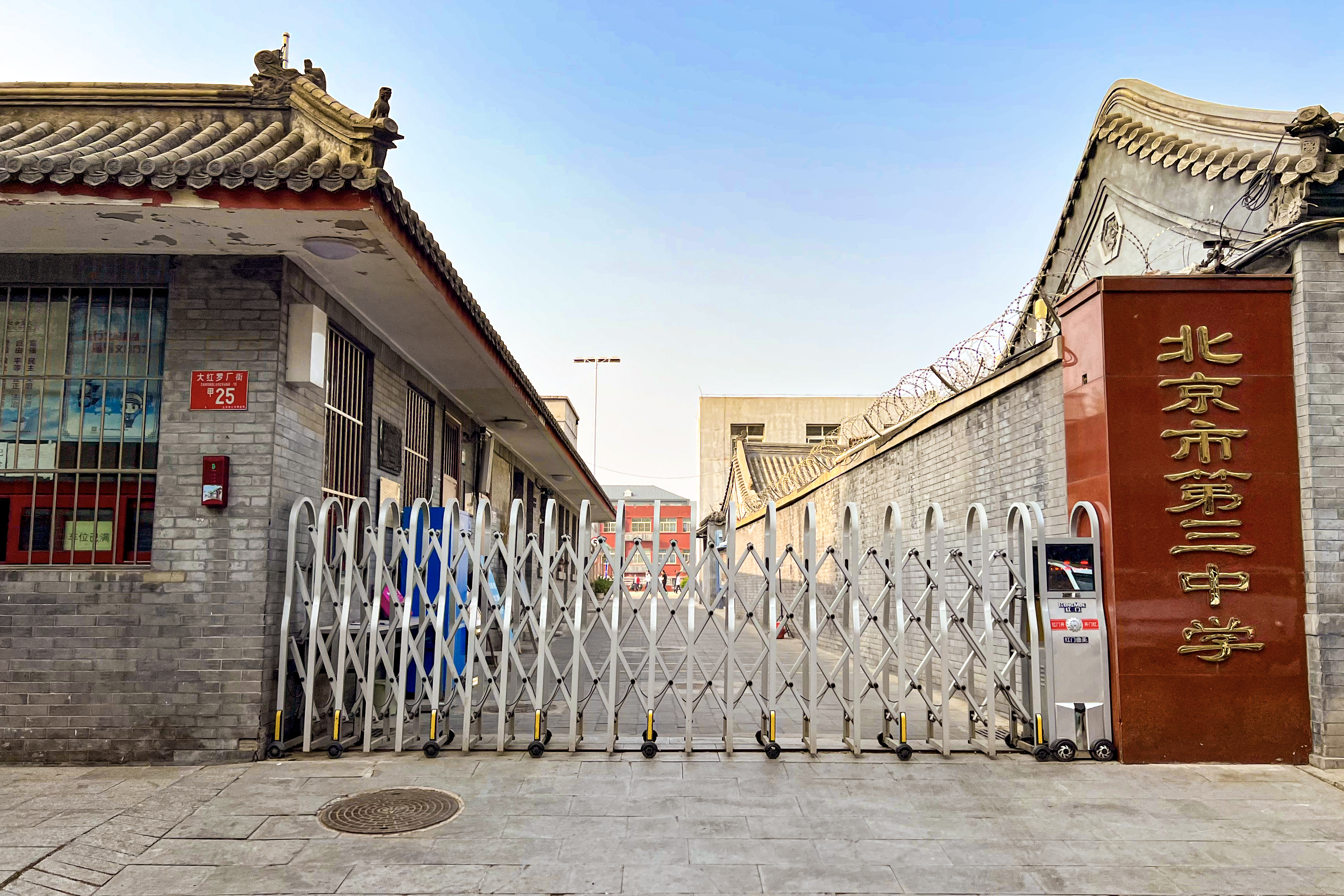
北京三中初中部

北京市第三中学，高中部位于北京市西城区富国街5号，初中部位于北京市西城区大红罗厂街25号，是北京市历史悠久的公办普通中学。

## 沿革
富国街原名“祖家街”，因明末清初将领祖大寿家住此地而得名，祖大寿去世后，其宅改建为祖家祠堂（今作为西城区富国街3号四合院被列为北京市文物保护单位）。清朝雍正八年（1730年），清廷开设八旗官学，其中的正黄旗官学设在祖大寿祠，乾隆三十四年（1769年）重修。清朝末年，正黄旗官学改为八旗第二高等小学堂。
清朝雍正二年（1724年），成立右翼宗学，位于瞻云坊（即西单牌楼）以北的小石虎胡同（校舍是吴三桂之子吴应熊的赐第，今国立蒙藏学校旧址），直接归宗人府管辖。八旗宗室按左、右翼分设，宗学凡王、贝勒、贝子、公、将军等级和闲散宗室子弟8岁至18岁均可入学。曹雪芹曾在右翼宗学任“瑟夫”（满语，意为师傅）十年（从乾隆十三年即1748年之前，到乾隆二十二年即1757年之后），在此构思并完成了《红楼梦》。约在1756年，该校迁至瞻云坊以南的绒线胡同。光绪二十八年（1902年5月），右翼宗学改为八旗右翼中学堂，只收正黄旗子弟，学生一律公费，几年后迁到西四北受壁胡同。
民国元年（1912年）七月，京师学务局改组八旗右翼中学堂为京师公立第三中学校，任命夏瑞庚为校长，当时学生4班共70人。同年九月，从受壁胡同西口路北迁到祖家街原八旗第二高等小学堂旧址，全校土地面积九亩三分七厘，校舍79间，旧为祖大寿家祠，后经入官曾充正黄旗官学之用。民国八年（1919年）四月，在操场及教员预备室前后种植洋槐树100株。同年五月，学生因参加五四运动而停课。民国十二年（1923年）七月，油饰校门。民国十四年（1925年）九月，添设图书阅览室。民国十六年（1927年）十一月，参加京师中等学校观摩会，获得银杯一座。民国十七年（1928年）五月，举行国耻纪念周。同年六月，校名奉局令改称“北平特别市公立第三中学校”并重发钤记一颗。民国十九年（1930年）十二月，校名奉局令改为“北平市市立第三中学校”。抗日战争时期，日本占领北平并改为北京，该校更名北京市市立第三中学校。抗日战争胜利后恢复北平市市立第三中学校原名。1950年10月学校定名北京市第三中学。

## 历任领导
| 校长 - 无（1902年—1912年） - 夏瑞庚（1912年—1916年） - 桂柏（1916年—1917年） - 李宗翰（1917年—1927年） - 许兴凯（1927年—1928年） - 萧宗训（1928年，未上任） - 欧阳兰（1928年，当月辞职） - 何汇东（1928年—1930年） - 萧述宗（1930年—1931年） - 许兴凯（1931年） - 崔镜元（1931年） - 萧述宗（1931年，未接任） - 朱毅琛（1931年，未接任） - 赵子珊（1932年—1945年） - 庞孝浚（1945年） - 关正礼（1945年—1946年） - 孙震涛（1946年—1951年） …… - 赵铮（1999年—2012年） - 石玲玲（2012年—） | 党总支书记 - 杨永泰、张园明、周庆骧（1946年—1950年，党支部书记。三人均为学生） - 王笠夫（1950年—1951年，党支部书记） …… - 朱东辉（？—，党总支书记） |

## 知名校友
- 学者：罗常培、于光远、徐城北、郭预衡[1]
- 科技界专家：郑克扬、燮中羽[5]
- 文艺界名人：老舍、苏民、蓝天野、方成、董浩[1]
- 曲艺界名人：马季、笑林、石富宽、崔琦[1][5]
- 体育界名人：齐祖潭、吴中量、龚培山[5]